# Dnevnik Anne Frank
Dnevnik Anne Frank (niz. Het Achterhuis ("Tajni dodatak")) je knjiga utemeljena na tekstovima iz dnevnika kojeg je napisala židovska djevojčica Anne Frank tijekom perioda od dvije godine kada se sa svojom obitelji krila od 
nacističkih okupatora koji su okupirali Nizozemsku. Obitelj je uhićena 1944., a Anne Frank umire od tifusa u koncentracijskom logoru Bergen-Belsen 1945. Poslije rata dnevnik je pronašao Annin otac, Otto Frank, jedini preživjeli član obitelji. Dnevnik je objavljen na više od 60 jezika.
Prvo je dnevnik pod nazivom Het Achterhuis: Dagboekbrieven van 12 Juni 1942 – 1 Augustus 1944 ("Vrtna kuća: Dnevnik 12. lipnja 1942. – 1. kolovoza 1944.") objavio Concact Publishing u Amsterdamu 1947. Veliku popularnost su dobili i engleski prijevodi Anne Frank: The Diary of a Young Girl kojeg objavljuju Doubleday & Company (SAD) i Valentine Mitchell (Ujedinjeno Kraljevstvo) 1952. Ova popularnost nadahnula je 1955. scenariste Frances Goodrich i Alberta Hacketta na pisanje kazališnog komada, koji je kasnije dorađen i prilagođen za istoimeni film koji je snimljen 1959. godine. 
Knjiga se nalazi na listi Le Mondeovih 100 knjiga stoljeća.